# Gauldalen
Gauldalen i Trøndelag fylke i Norge er et af landets længste dalstrøg. Dalen har navn efter elven Gaula, et navn der igen anses at komme af verbet gaule (= råbe, brøle), med tanke på den lyd, elven giver fra sig på sin vej ned gennem dalen. 
Gaula kommer fra søen Gaulhåen i fjeldet mellem Ålen og Tydalen, ikke langt fra Kjøli Grube og Stugudalen. Elven løber forbi Reitan Station på Rørosbanen og videre gennem Holtålen, Midtre Gauldal og Melhus kommuner. Elven løber ud i Trondheimsfjorden ved Gaulosen.
Gaula er kendt som en god lakseelv. I historisk tid har den forårsaget tre katastrofale oversvømmelser: I 1345 ("Gauldalsraset"), 1675 og 1789 ("Storofsen"). I 1345 drejede det sig om norsk histories værste naturkatastrofe: 14 kilometer med indsø trykkede på. En rasende styrtsø, flere titals meter høj, blev skudt ud med voldsom kraft og sendt på en hensynsløst ødelæggende færd ned gennem Gauldalen. 